# Campeonato Gaúcho 2011
Campeonato Gaúcho 2011 var 2011 års säsong av distriktsmästerskapet i fotboll i delstaten Rio Grande do Sul i Brasilien. Mästerskapet började 16 januari och slutade 15 maj 2011. Campeonato Gaúcho 2011 bestod av två turneringar, Taça Pratini och Taça Farroupilha. I båda turneringarna var lagen uppdelade i två grupper om åtta lag. I Taça Pratini spelade alla lag mot lag i den andra gruppen vilket innebar totalt 8 matcher. Efter dessa åtta matcher gick de fyra bästa lagen i varje grupp vidare till slutspel. I Taça Farroupilha spelade lagen mot andra lag i sin egen grupp, vilket innebar totalt 7 matcher. Även efter dessa sju matcher spelades det slutspel. Efter de båda turneringarna slås de ihop och en sammanlagd tabell visas över alla 16 lag. De två sämst placerade åker ur och får spela i en lägre division av distriktsmästerskapet följande säsong. De två bäst placerade är kvalificerade för Copa do Brasil 2012.

## Taça Pratini

### Grupp A
| Nr | Lag           | S | V | O | F | GM | IM | MS | P  |
| -- | ------------- | - | - | - | - | -- | -- | -- | -- |
| 1  | Caxias        | 8 | 5 | 1 | 2 | 13 | 5  | +8 | 16 |
| 2  | Internacional | 8 | 5 | 0 | 3 | 14 | 9  | +5 | 15 |
| 3  | São José      | 8 | 4 | 2 | 2 | 17 | 8  | +9 | 14 |
| 4  | Ypiranga      | 8 | 4 | 2 | 2 | 16 | 12 | +4 | 14 |
| 5  | Novo Hamburgo | 8 | 3 | 4 | 1 | 8  | 4  | +4 | 13 |
| 6  | Lajeadense    | 8 | 3 | 3 | 2 | 16 | 12 | +4 | 12 |
| 7  | Canoas        | 8 | 2 | 3 | 3 | 9  | 10 | −1 | 9  |
| 8  | São Luiz      | 8 | 2 | 1 | 5 | 15 | 16 | −1 | 7  |

### Grupp B
| Nr | Lag                | S | V | O | F | GM | IM | MS  | P  |
| -- | ------------------ | - | - | - | - | -- | -- | --- | -- |
| 1  | Grêmio             | 8 | 5 | 2 | 1 | 11 | 8  | +3  | 17 |
| 2  | Juventude          | 8 | 4 | 2 | 2 | 10 | 8  | +2  | 14 |
| 3  | Cruzeiro (RS)      | 8 | 3 | 2 | 3 | 10 | 12 | −2  | 11 |
| 4  | Veranópolis        | 8 | 3 | 1 | 4 | 12 | 18 | −6  | 10 |
| 5  | Pelotas            | 8 | 2 | 2 | 4 | 11 | 13 | −2  | 8  |
| 6  | Santa Cruz (RS)    | 8 | 1 | 3 | 4 | 6  | 13 | −7  | 6  |
| 7  | Internacional (SM) | 8 | 1 | 3 | 4 | 11 | 21 | −10 | 6  |
| 8  | Porto Alegre       | 8 | 1 | 1 | 6 | 6  | 15 | −9  | 4  |

### Kvartsfinal
| Lag 1         | Resultat | Lag 2         | Straffar |
| ------------- | -------- | ------------- | -------- |
| Caxias        | 1–0      | Veranópolis   |          |
| Juventude     | 0–2      | São José      |          |
| Grêmio        | 5–0      | Ypiranga      |          |
| Internacional | 1–1      | Cruzeiro (RS) | 4–5      |

### Semifinal
| Lag 1  | Resultat | Lag 2    | Straffar |
| ------ | -------- | -------- | -------- |
| Caxias | 1–1      | São José | 2–1      |
| Grêmio | 4–2      | Cruzeiro |          |

### Final
| Lag 1  | Resultat | Lag 2  | Straffar |
| ------ | -------- | ------ | -------- |
| Caxias | 2–2      | Grêmio | 1–4      |

## Taça Farroupilha

### Grupp A
| Nr | Lag           | S | V | O | F | GM | IM | MS | P  |
| -- | ------------- | - | - | - | - | -- | -- | -- | -- |
| 1  | Internacional | 7 | 3 | 4 | 0 | 15 | 6  | +9 | 13 |
| 2  | Ypiranga      | 7 | 3 | 1 | 3 | 10 | 12 | −2 | 10 |
| 3  | Lajeadense    | 7 | 2 | 4 | 1 | 10 | 7  | +3 | 10 |
| 4  | São Luiz      | 7 | 2 | 4 | 1 | 8  | 5  | +3 | 10 |
| 5  | São José      | 7 | 2 | 2 | 3 | 11 | 11 | 0  | 8  |
| 6  | Novo Hamburgo | 7 | 1 | 5 | 1 | 5  | 5  | 0  | 8  |
| 7  | Canoas        | 7 | 2 | 1 | 4 | 11 | 17 | −6 | 7  |
| 8  | Caxias        | 7 | 1 | 3 | 3 | 11 | 18 | −7 | 6  |

### Grupp B
| Nr | Lag                | S | V | O | F | GM | IM | MS  | P  |
| -- | ------------------ | - | - | - | - | -- | -- | --- | -- |
| 1  | Cruzeiro (RS)      | 7 | 5 | 0 | 2 | 19 | 6  | +13 | 15 |
| 2  | Juventude          | 7 | 4 | 2 | 1 | 17 | 8  | +9  | 14 |
| 3  | Grêmio             | 7 | 4 | 1 | 2 | 17 | 8  | +9  | 13 |
| 4  | Santa Cruz (RS)    | 7 | 3 | 3 | 1 | 10 | 8  | +2  | 12 |
| 5  | Pelotas            | 7 | 2 | 2 | 3 | 10 | 10 | 0   | 8  |
| 6  | Veranópolis        | 7 | 2 | 2 | 3 | 11 | 12 | −1  | 8  |
| 7  | Internacional (SM) | 6 | 1 | 0 | 5 | 4  | 21 | −17 | 3  |
| 8  | Porto Alegre       | 6 | 0 | 2 | 4 | 4  | 19 | −15 | 2  |

### Kvartsfinal
| Lag 1         | Resultat | Lag 2                  | Straffar |
| ------------- | -------- | ---------------------- | -------- |
| Internacional | 1–0      | Santa Cruz (RS)        |          |
| Juventude     | 3–0      | Lajeadense             |          |
| Cruzeiro (RS) | 2–0      | Esporte Clube São Luiz |          |
| Ypiranga      | 1–1      | Grêmio                 | 2–4      |

### Semifinal
| Lag 1         | Resultat | Lag 2         | Straffar |
| ------------- | -------- | ------------- | -------- |
| Juventude     | 1–2      | Internacional |          |
| Cruzeiro (RS) | 2–3      | Grêmio        |          |

### Final
| Lag 1         | Resultat | Lag 2  | Straffar |
| ------------- | -------- | ------ | -------- |
| Internacional | 1–1      | Grêmio | 4–2      |

## Sammanlagd tabell
Det första och andra laget kvalificerade sig till Copa do Brasil 2012 medan det 15:e och 16:e laget åkte ur.
| Nr | Lag                | S  | V | O | F  | GM | IM | MS  | P  |
| -- | ------------------ | -- | - | - | -- | -- | -- | --- | -- |
| 1  | Grêmio             | 15 | 9 | 3 | 3  | 28 | 16 | +12 | 30 |
| 2  | Internacional      | 15 | 8 | 4 | 3  | 29 | 15 | +14 | 28 |
| 3  | Juventude          | 15 | 8 | 4 | 3  | 27 | 16 | +11 | 28 |
| 4  | Cruzeiro (RS)      | 15 | 8 | 2 | 5  | 29 | 18 | +11 | 26 |
| 5  | Ypiranga           | 15 | 7 | 3 | 5  | 26 | 24 | +2  | 24 |
| 6  | São José           | 15 | 6 | 4 | 5  | 28 | 18 | +10 | 22 |
| 7  | Caxias             | 15 | 6 | 4 | 5  | 24 | 23 | +1  | 22 |
| 8  | Lajeadense         | 15 | 5 | 7 | 3  | 26 | 19 | +7  | 22 |
| 9  | Novo Hamburgo      | 15 | 4 | 9 | 2  | 13 | 9  | +4  | 21 |
| 10 | Veranópolis        | 15 | 5 | 3 | 7  | 23 | 30 | −7  | 18 |
| 11 | Santa Cruz (RS)    | 15 | 4 | 6 | 5  | 16 | 21 | −5  | 18 |
| 12 | São Luiz           | 15 | 4 | 5 | 6  | 23 | 21 | +2  | 17 |
| 13 | Pelotas            | 15 | 4 | 4 | 7  | 21 | 23 | −2  | 16 |
| 14 | Canoas             | 15 | 4 | 4 | 7  | 20 | 27 | −7  | 16 |
| 15 | Internacional (SM) | 14 | 2 | 3 | 9  | 15 | 42 | −27 | 9  |
| 16 | Porto Alegre       | 14 | 1 | 3 | 10 | 10 | 34 | −24 | 6  |